# Cavenago di Brianza
Cavenago di Brianza – miejscowość i gmina we Włoszech, w regionie Lombardia, w prowincji Monza i Brianza.
Według danych na rok 2004 gminę zamieszkiwało 6115 osób, 1528,8 os./km².